# FAW Group
FAW Group Corporation je podjetje v lasti kitajske vlade, ki proizvaja motorna vozila. FAW proizvaja avtomobile, avtobuse, lahke in težke tovornjake in avtomobilske komponente. FAW je leta 1958 proizvedel prvi kitajski avtomobil Hong Qi. FAW je poleg Chang'an Automobile Group, Dongfeng Motor in SAIC Motor en izmed štirih velikih kitajskih avtomobilskih proizvajalcev. Leta 2014 je FAW proizvedel 2,7 milijona motornih vozil.
FAW proizvaja vozila pod blagovnimi znamkami Besturn, Haima, Dario, Hong Qi, Jiaxing (v preteklosti Huali), Jie Fang, Jilin, Oley, Pengxiang, Shenli, Yuan Zheng in Tianjin Xiali.
FAW proizvaja tudi avtomobile znamk Audi, General Motors, Mazda, Toyota in Volkswagen. 

## Galerija
- FAW V2 na 2012 Montevideo Motor Show
- Haima 3
- Hibridni avtobus
- FAW CA1031